# Vaso (botánica)

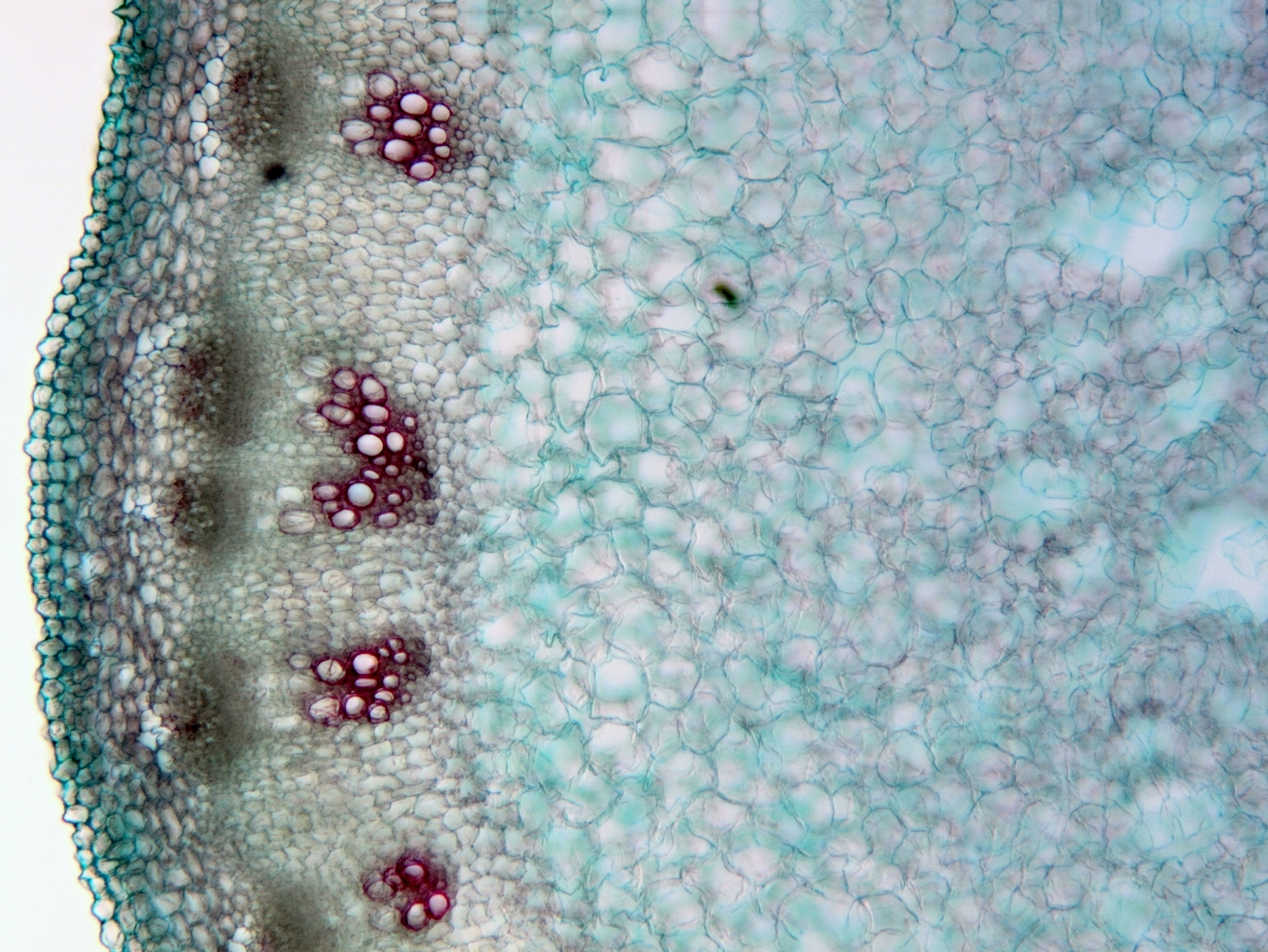
Haces vasculares de una dicotiledónea, con xilema púrpura y células del floema gris oscuro.

Los vasos o tráqueas son los principales elementos xilemáticos conductores de savia bruta en las Angiospermas. Son elementos unicelulares alargados, de extremos aguzados, con paredes engrosadas y punteaduras areoladas especiales. Presentan un aspecto intermedio entre las traqueidas y las fibras.
Los vasos o tráqueas son conductos unicelulares cuyas unidades son los elementos vasales. Antes de ocurrir la muerte celular se disuelven, aunque sea parcialmente, las paredes terminales de los elementos vasales contiguos, por lo que la comunicación se establece mediante perforaciones. Estas perforaciones pueden ocupar posiciones distintas y tener aspecto diferente según sea el grado evolutivo alcanzado por el elemento vasal.
Estos elementos vasales (también llamados elementos de tráquea), se comunican entre sí a través de placas perforadas, las cuales pueden ser reticuladas, escalariformes o simples. Estas últimas son las más evolucionadas, lo que les permite una mayor adaptación a la conducción.
Los vasos se comunican entre sí por numerosos pares de punteaduras areoladas. Entre los vasos y las células parenquimáticas puede haber punteaduras semirrebordeadas o simples, y entre los vasos y las fibras contiguas existen pocos o ningún par de punteaduras.